# Campanula wanneri
Campanula wanneri là loài thực vật có hoa trong họ Hoa chuông. Loài này được Rochel mô tả khoa học đầu tiên năm 1828.